# Deportazione degli indiani

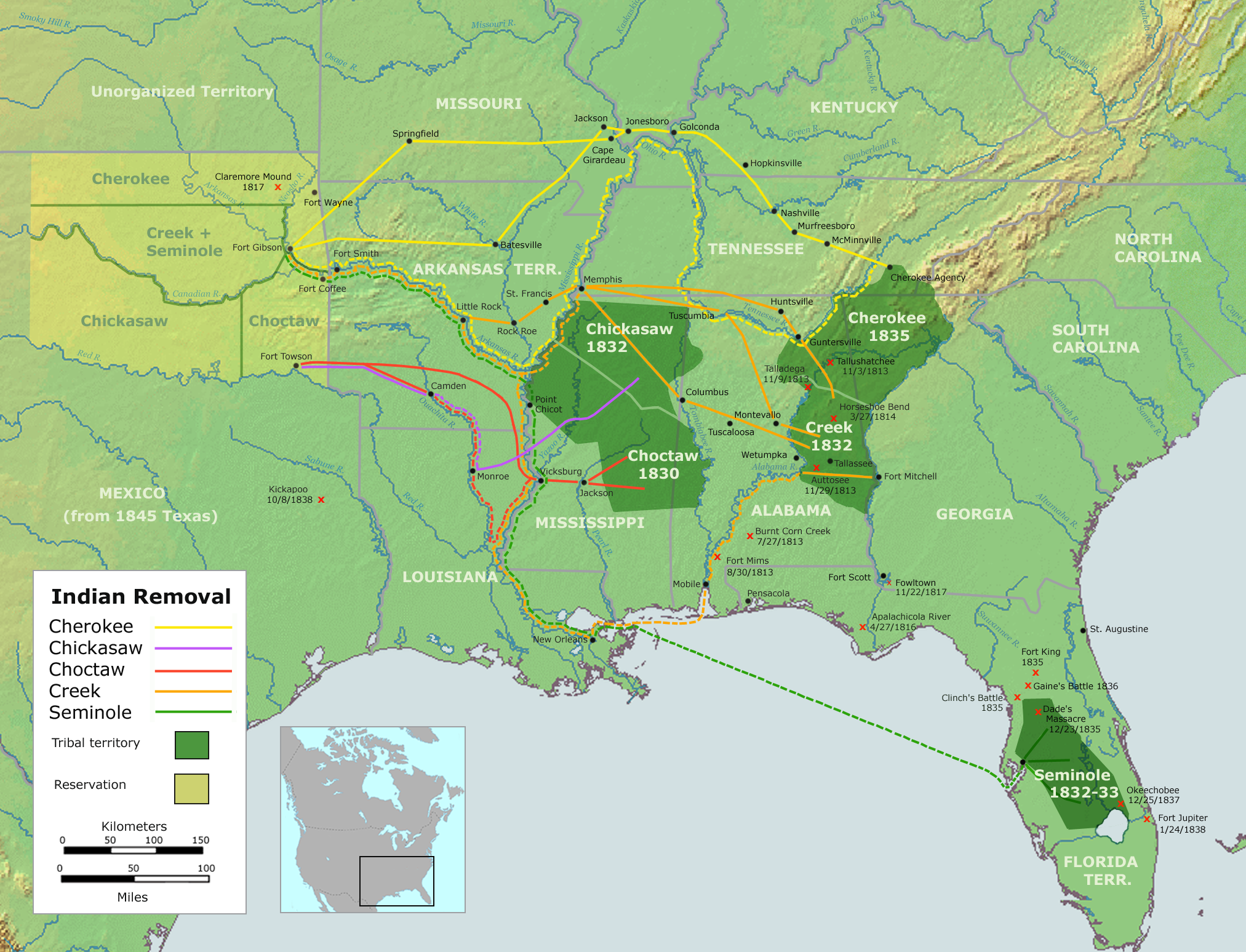
Tragitti di trasferimenti meridionali

La deportazione degli indiani fu una politica di pulizia etnica del XIX secolo operata dal governo federale degli Stati Uniti d'America al fine di trasferire le tribù di nativi americani che vivevano ad est del Mississippi nelle terre ad ovest. L'Indian Removal Act fu trasformato in legge dal presidente Andrew Jackson il 26 maggio 1830.

## Descrizione
A partire dalla presidenza di Thomas Jefferson, la politica statunitense aveva permesso ai nativi americani di rimanere ad est del Mississippi venendo assimilati o "civilizzati". Il piano originario era di convincere i nativi ad adottare uno stile di vita agricolo sedentario, in gran parte dovuto al "decremento della materia prima che rese la caccia insufficiente per vivere". L'idea di Jefferson era che assimilandoli nella cultura agricola, sarebbero diventati economicamente dipendenti dal commercio con i bianchi, ed avrebbero quindi condiviso la terra in cambio di beni. In una lettera del 1803 indirizzata a William Henry Harrison, Jefferson espose questo concetto. Viene anche proposta l'idea di spingere oltre il Mississippi coloro che non si adeguavano alle tradizioni dei bianchi.
C'è una lunga storia di terre acquistate ai nativi, solitamente tramite trattati ed a volte con la coercizione. All'inizio del XIX secolo il concetto di "scambio di terra" iniziò ad essere incluso nei contratti di cessione del terreno. I nativi avrebbero rinunciato alle terre ad est in cambio di un appezzamento altrettanto grande ad ovest del fiume Mississippi. Quest'idea fu proposta nel 1803 da Jefferson, ma non fu applicata prima del 1817, quando i Cherokee accettarono di cedere molta terra in cambio di un latifondo nell'odierno Arkansas. A questo seguirono a breve molti trattati di questo tipo, ed il concetto fu inserito nella politica migratoria del presidente Andrew Jackson tramite l'Indian Removal Act del 1830.

## Piano di Calhoun
Sotto la presidenza James Monroe, il segretario della guerra John Calhoun pensò al primo piano per il trasferimento degli indiani. Alla fine del 1824 Monroe approvò i progetti di Calhoun e, in uno speciale messaggio diretto al senato il 27 gennaio 1825, chiese la creazione del territorio dell'Arkansas e del territorio indiano. Gli indiani stanziati ad est del Mississippi avrebbero volontariamente scambiato le proprie terre con altre ad ovest del fiume. Il senato accettò la richiesta di Monroe e chiese a Calhoun di redigere una proposta di legge, affossata nella Camera dei Rappresentanti dalla delegazione della Georgia. Il presidente John Quincy Adams adottò la politica Calhoun–Monroe ed era deciso a rimuovere gli indiani con mezzi non violenti, ma la Georgia si rifiutò di accettare la richiesta di Adams e lo obbligò a firmare un trattato con Creek e Cherokee per mostrare alla Georgia le proprie intenzioni. Quando Jackson divenne presidente concordò sul fatto che gli indiani avrebbero dovuto essere convinti con la forza a barattare le proprie terre.

## Indian Removal Act

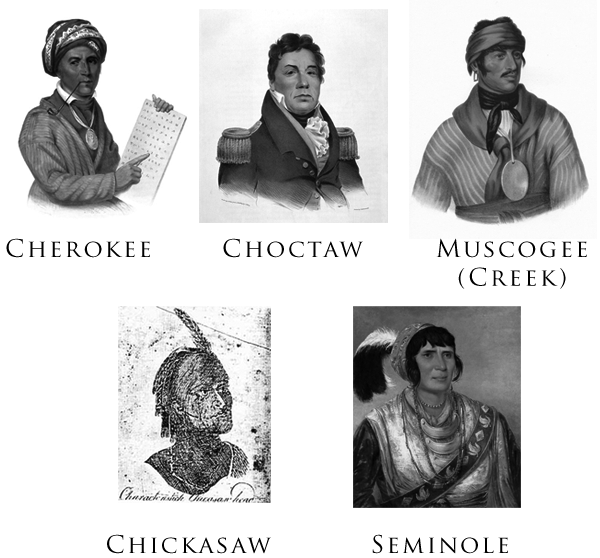
Galleria delle Cinque Tribù Civilizzate. I ritratti furono eseguiti tra il 1775 ed il 1850.

Andrew Jackson divenne presidente degli Stati Uniti d'America nel 1829, e con il suo insediamento la politica del governo nei confronti degli indiani diventò più aspra. Jackson abbandonò la politica dei predecessori che volevano trattare i nativi come nazioni diverse. Attuò invece in modo aggressivo i piani per spostarli tutti ad ovest del Mississippi. Su richiesta di Jackson il Congresso degli Stati Uniti d'America aprì un aspro dibattito su una proposta di legge relativa al trasferimento degli indiani. Alla fine la proposta di legge fu accettata di misura. Il senato la approvò con 28 voti a 19, la camera 102 a 97. Jackson firmò la legge il 30 giugno 1830.
Nel 1830 la maggior parte delle "Cinque Tribù Civilizzate" (Chickasaw, Choctaw, Creek, Seminole e Cherokee) vivevano ad est del Mississippi come avevano fatto per migliaia di anni. L'Indian Removal Act del 1830 applicò lo nuove leggi nei confronti degli indiani, che chiedevano lo spostamento ad ovest delle popolazioni native. Anche se non autorizzava l'uso della violenza per convincere le tribù, autorizzava il presidente a negoziare con loro degli scambi di terra.

### Choctaw
Il 27 settembre 1830 i Choctaw firmarono il trattato di Dancing Rabbit Creek e divennero il primo popolo ad essere deportato. L'accordo rappresentò uno dei più grossi trasferimenti di terra firmati tra Stati Uniti e nativi americani non indotti dalla guerra. Secondo il trattato, i Choctaw rinunciavano alle loro terre natali rendendole disponibili per la colonizzazione del territorio del Mississippi. Quando i Choctaw raggiunsero Little Rock, un capo Choctaw definì il percorso un "sentiero di lacrime e morte".
Alexis de Tocqueville, filosofo francese, offre una testimonianza del trasferimento dei Choctaw mentre si trovava a Memphis, in Tennessee, nel 1831:
(Alexis de Tocqueville, Democracy in America)

### Cherokee
Anche se l'Indian Removal Act ne statuiva il carattere volontario, lo spostamento delle tribù fu spesso oggetto di abusi dagli ufficiali governativi. L'esempio più famoso è il trattato di New Echota. Fu negoziato e firmato da un piccolo gruppo di membri della tribù Cherokee, non dal loro capo, il 29 dicembre 1835. Portò allo spostamento forzoso della tribù nel 1838. Circa 4000 Cherokee morirono durante la marcia, oggi nota col nome di Sentiero delle lacrime. Il missionario Jeremiah Evarts consigliò ai Cherokee di presentare il proprio caso di fronte alla Corte Suprema degli Stati Uniti d'America. La corte di Marshall decise che le tribù native erano nazioni sovrane (Cherokee contro la Georgia, 1831), e le leggi statali non vigevano sul territorio dei nativi (Worcester contro la Georgia, 1832).
Alcuni stati, come la Georgia nel 1830, approvarono una legge che proibiva ai bianchi, privi di un permesso statale, di vivere sul territorio dei nativi dopo il 31 marzo 1831. Questa legge fu approvata per giustificare il trasferimento dei missionari bianchi che aiutavano i nativi a resistere al provvedimento.

### Seminole
Nel 1835 i Seminole si rifiutarono di abbandonare le proprie terre in Florida, dando il via alla seconda guerra seminole. Osceola guidò i Seminole nella lotta contro il processo di trasferimento. Stanziati nelle Everglades della Florida, Osceola ed i suoi uomini utilizzarono attacchi a sorpresa per sconfiggere l'esercito statunitense in molte battaglie. Nel 1837 Osceola fu catturato con l'inganno su ordine del generale T.S. Jesup, quando Osceola si presentò con una bandiera bianca per negoziare la pace. Morì in prigione. Alcuni Seminole si inoltrarono nelle Everglades, mentre altri si trasferirono ad ovest. Il trasferimento li spinse sempre più a est, e numerose furono le guerre combattute.

### Muscogee (Creek)
Dopo il trattato di Fort Jackson ed il trattato di Washington i Muscogee furono confinati in una sottile striscia di terra nell'odierna Alabama centro-orientale. In seguito all'Indian Removal Act, nel 1832 il consiglio Creek firmò il trattato di Cusseta, cedendo agli Stati Uniti la terra rimasta loro ad est del Mississippi, ed accettando lo spostamento nel territorio indiano. Molti Muscogee furono spostati nel territorio indiano seguendo il Sentiero delle lacrime del 1834, anche se alcuni rimasero indietro.
(Presidente Andrew Jackson rivolto ai Creek, 1829)

### Chickasaw
A differenza di altre tribù che scambiarono le proprie terre, i Chickasaw avrebbero ricevuto ben 3 milioni di dollari dagli Stati Uniti d'America in cambio delle terre poste ad est del Mississippi.
Nel 1836 i Chickasaw si accordarono per l'acquisto della terra in precedenza tolta ai Choctaw dopo cinque anni di aspro dibattito. Pagarono ai Choctaw 530 000 dollari per la parte più occidentale della terra Choctaw. Il primo gruppo di Chickasaw si trasferì nel 1837. I 3 milioni promessi dal governo statunitense ai Chickasaw furono pagati solo 30 anni dopo.

### Conseguenze
Alla fine le cinque tribù furono trasferite nel nuovo territorio indiano nell'odierno Oklahoma ed in parte del Kansas. Alcune nazioni native resistettero più duramente alla migrazione forzata. Tra questi vi furono un gruppo di Cherokee stanziato in Carolina del Nord, un gruppo di Choctaw nel Mississippi, i Seminole in Florida ed i Creek ad Atmore in Alabama.

## Spostamenti meridionali
| Nazione   | Popolazione ad est del Mississippi prima del trattato di deportazione | Trattato di deportazione (anno della firma) | Anni di maggior emigrazione | Numero totale degli emigrati o trasferiti con la forza | Numero di coloro rimasti nel sudest | Morti durante la deportazione        | Morti durante la guerra       |
| --------- | --------------------------------------------------------------------- | ------------------------------------------- | --------------------------- | ------------------------------------------------------ | ----------------------------------- | ------------------------------------ | ----------------------------- |
| Choctaw   | 19554 + bianchi dei Choctaw + 500 schiavi neri                        | Dancing Rabbit Creek (1830)                 | 1831–1836                   | 12500                                                  | 7000                                | 2000–4000+ (Colera)                  | nessuno                       |
| Creek     | 22700 + 900 schiavi neri                                              | Cusseta (1832)                              | 1834–1837                   | 19600                                                  | 100                                 | 3500 (malattia dopo la deportazione) | ? (Seconda guerra Creek)      |
| Chickasaw | 4914 + 1156 schiavi neri                                              | Pontotoc Creek (1832)                       | 1837–1847                   | oltre 4000                                             | 100                                 | 500–800                              | nessuno                       |
| Cherokee  | 21500 + 2000 schiavi neri                                             | New Echota (1835)                           | 1836–1838                   | 20000 + 2000 schiavi                                   | 1000                                | 2000–8000                            | nessuno                       |
| Seminole  | 5000 + schiavi fuggitivi                                              | Payne's Landing (1832)                      | 1832–1842                   | 2833                                                   | 250–500                             |                                      | 700 (Seconda guerra seminole) |

Molte cifre sono arrotondate.

## Il Nord
Le tribù del Territorio del nord-ovest erano molto più piccole e frammentate rispetto alle Cinque Tribù Civilizzate, per cui trattati ed emigrazione furono più complicati. Gruppi di Shawnee, Odawa, Potawatomi, Sauk e Meskwaki (Fox) firmarono trattati e furono spostati nel territorio indiano. Nel 1832 un capo Sauk chiamato Falco Nero riportò un gruppo di Sauk e Fox nelle loro terre natie in Illinois. Durante la guerra di Falco Nero lo United States Army e le milizie dell'Illinois sconfissero Falco Nero ed il suo esercito.
Anche gli Irochesi avrebbero dovuto essere oggetto di trasferimento, e il trattato di Buffalo Creek stabilì i termini del loro spostamento in Wisconsin e Kansas. La compagnia che avrebbe dovuto acquistare la terra si ritirò dall'accordo, ed i successivi trattati del 1842 e del 1857 ridiedero agli Irochesi buona parte della loro terra. Solo la riserva di Buffalo Creek non fu resa, ed una piccola parte fu poi riacquistata oltre un secolo dopo per la costruzione di un casinò.